# 4J Studios
4J Studios — студия-разработчик компьютерных игр, расположенная в городе Данди в Шотландии. Её штат включает в себя много бывших работников VIS Entertainment. С 2014 года студия отвечает за разработку консольных изданий Minecraft.

## История
4J Studios была основана Крисом ван дер Куилом, Пэдди Бернсом и Фрэнком Арнотом 19 апреля 2005 года, через двенадцать дней после того, как предыдущая игровая студия ван дер Куила, VIS Entertainment, перешла под внешнее управление. Все трое ранее работали в VIS Entertainment.
В ноябре 2012 года соучредитель и директор студии Арнот объявил, что он покидает 4J Studios, чтобы основать Stormcloud Games вместе с коллегами Энди Уэстом и Пэтом Макговерном. В марте 2018 года 4J Studios инвестировала «шестизначную сумму» в студию Puny Astronaut, расположенную в Данди, основанную выпускниками университета Абертай. Ван дер Куйл и Бернс из 4J Studios впоследствии вошли в совет директоров этой компании, и ван дер Куйл стал председателем совета. В марте 2021 года 4J Studios открыла инвестиционный фонд Chroma Ventures, который поглотил долю Puny Astronaut и инвестировал в несколько других студий. В октябре 2022 года 4J Studios объявила о том, что она также будет выступать издателем компьютерных игр; первой изданной игрой стала Skye Tales от Puny Astronaut в 2023 году.

## Разработанные игры
| Год  | Название                                       | Платформа(ы)        | Издатель                    |
| ---- | ---------------------------------------------- | ------------------- | --------------------------- |
| 2005 | Breeders’ Cup World Thoroughbred Championships | PlayStation 2, Xbox | Bethesda Softworks          |
| 2006 | Star Trek: Encounters                          | PlayStation 2       | Bethesda Softworks          |
| 2006 | The Elder Scrolls IV: Oblivion (порт)          | PlayStation 3       | Bethesda Softworks          |
| 2007 | Star Trek: Conquest                            | PlayStation 2, Wii  | Bethesda Softworks          |
| 2008 | AMF Bowling Pinbusters!                        | Nintendo DS         | Vir2L Studios               |
| 2008 | Overlord: Raising Hell (порт)                  | PlayStation 3       | Codemasters                 |
| 2008 | Ducati Moto                                    | Nintendo DS         | Vir2L Studios               |
| 2008 | Banjo-Kazooie (порт)                           | Xbox 360            | Microsoft Game Studios      |
| 2009 | Banjo-Tooie (порт)                             | Xbox 360            | Microsoft Game Studios      |
| 2009 | Wuggle                                         | iOS                 | 4J Studios                  |
| 2009 | Texas Wuggle                                   | iOS                 | 4J Studios                  |
| 2010 | Perfect Dark                                   | Xbox 360            | Microsoft Game Studios      |
| 2012 | Minecraft: Xbox 360 Edition                    | Xbox 360            | Microsoft Studios           |
| 2013 | Minecraft: PlayStation 3 Edition               | PlayStation 3       | Sony Computer Entertainment |
| 2014 | Minecraft: Xbox One Edition                    | Xbox One            | Microsoft Studios           |
| 2014 | Minecraft: PlayStation 4 Edition               | PlayStation 4       | Sony Computer Entertainment |
| 2014 | Minecraft: PlayStation Vita Edition            | PlayStation Vita    | Sony Computer Entertainment |
| 2015 | Minecraft: Wii U Edition                       | Wii U               | Mojang                      |
| 2017 | Minecraft: Nintendo Switch Edition             | Nintendo Switch     | Mojang                      |